# 双性イオン

アミノ酸の2つの異性体。右側が双性イオン。

スルファミン酸の異性体。

双性イオン (そうせいイオン、独: Zwitterion) は1分子内に正電荷と負電荷の両方を持つ分子のことである。双性イオンはときどき分子内塩 (英: inner salt) とも呼ばれる。

## 例
アミノ酸が双性イオンをつくることはよく知られている。これらの化合物はアンモニウム基とカルボキシラート基を持つが、これはアミノ基がカルボキシ基からプロトンを受けとる分子内酸塩基反応の生成物とみなせる。
{\displaystyle {\ce {NH2RCHCO2H <=> NH3^+RCHCO2^-}}}
固体のグリシンの双性イオンの存在は中性子回折法により明らかになった。場合によっては、アミノ酸の双性イオンは気相中でも存在することができる。
アミノ酸だけでなく、酸性と塩基性の官能基を持つ多くの化合物は互変異性化して双性イオンをつくる。たとえばビシンとトリシンがそうで、第二級または第三級アミノ基とカルボキシ基を持つ。中性子回折法により固体のスルファミン酸には双性イオンが存在することがわかった。リゼルグ酸やシロシビンのような多くのアルカロイドも同様に双性イオンとして存在する。
多くの双性イオンは第四級アンモニウム中心を含む。N-H 結合が存在しないので、この部分は互変異性化とは関係がない。第四級アンモニウム中心を持つ双性イオンは生物学で頻繁に登場し、たとえば魚の電解質であるベタインや、細胞膜をつくるリン脂質がそうである。これらの化合物の極性基が双性イオンなので、リン酸アニオンや、カチオン性第四級アンモニウム中心が存在することになる。

リン脂質の1種であるホスファチジルコリンの構造式